# Haron (mjesec)
Haron, također zvan (134340) Pluton I, najveći je od pet poznatih mjeseca patuljastog planeta Plutona. Otkrio ga je Jim Christy 1978. godine u Mornaričkoj zvjezdarnici Sjedinjenih Država (USNO-u) u Washingtonu, D.C.-u, korištenjem fotografske ploče snimljene u njihovoj Zvjezdarnici Flagstaff (NOFS-u). Veoma je velik mjesec u usporedbi s tijelom kojeg orbitira, Plutonom. Njegov gravitacijski utjecaj takav je da je baricentar sustava Pluton-Haron izvan Plutona.
Sonda New Horizons prošla je kroz sustav Pluton-Haron 14. srpnja 2015., 27 000 km iznad površine Harona. 
Pluton i Haron gravitacijski su međusobno plimno vezani, pa svaki pokazuje isto lice prema drugom. Crvenkasto-smeđa kapa sjevernog pola Harona sastoji se od tolina, organskih makromolekula koji mogu biti bitni sastojci života. Ti su tolini proizvedeni iz metana, dušika i srodnih plinova koji se oslobađaju iz atmosfere Plutona i prenose preko 19.000 km na orbitirani mjesec.

## Otkriće
Harona je otkrio astronom Američkog pomorskog opservatorija, James Christy, pomoću teleskopa 1,55 metara (61 inča) na Zvjezdarnici Flagstaff (NOFS). 22. lipnja 1978. pregledao je visoko uvećane slike Plutona na fotografskim pločama, snimljenim teleskopom dva mjeseca prije. Christy je primijetio da se periodično pojavljuje lagano izduženje. Izbočenje je potvrđeno da datira od 29. travnja 1965.  Međunarodna astronomska unija službeno je potvrdila Christyevo otkriće 7. srpnja 1978.
Naknadnim promatranjima Plutona utvrđeno je da je izbočina posljedica manjeg pratećeg tijela. Periodičnost ispupčenja odgovarala je Plutonskom periodu rotacije, koji je otprije poznat iz Plutonove krivulje svjetlosti. To je ukazivalo na sinkronu orbitu, što snažno sugerira da je efekt ispupčenja stvaran, a ne lažan. To je rezultiralo ponovnom procjenom veličine, mase i drugih fizičkih karakteristika Plutona jer su izračunata masa i albedo sustava Pluton-Haron prethodno pripisivani samo Plutonu.
Sumnje o Haronovom postojanju izbrisane su kada su on i Pluton ušli u petogodišnje razdoblje međusobnih pomračenja i tranzita između 1985. i 1990. To se događa kada je orbitalna ravnina Pluton-Haron rubna kao što se vidi sa Zemlje, što se događa samo u dva intervala u Plutonu orbitalno razdoblje od 248 godina. Bilo je sretno da se jedan od tih intervala dogodio ubrzo nakon Haronova otkrića.

## Fizička svojstva
Haronov je promjer 1.212 kilometara (753 milje), nešto više od polovine Plutona, i veći od patuljastog planeta Cerere, i dvanaesti po veličini prirodni satelit Sunčevog sustava. Haronova usporena rotacija znači da bi trebalo biti malo iskrivljenja ili plimnih izobličenja, ako je Haron dovoljno masivan da bude u hidrostatičkoj ravnoteži. Svako odstupanje od savršene sfere premalo je da bi ga otkrila misija New Horizons. Ovo je suprotno od Japeta, Saturnovog mjeseca slične veličine kao Haron, ali izražene fosilne oblatenosti iz rane povijesti. Nedostatak takve fosilne oblatenosti u Haronu mogao bi značiti da je trenutno u hidrostatskoj ravnoteži ili jednostavno da se njegova orbita se približila onoj u njegovom ranoj povijesti.
Haronova količina i masa omogućuju izračun njegove gustoće, 1.702 ± 0.017 g / cm3, iz koje se može utvrditi da je Haron nešto manje gust od Plutona što govori sastav od 55% stijenja do 45% leda (± 5% ), dok Pluton je oko 70% stijenovit.

### Površina
Za razliku od površine Plutona koja je sastavljena od dušikovih i metanskih ledova, čini se da u Haronovoj površini dominira manje hlapljivi vodeni led. Godine 2007., opažanja Opservatorija Gemini na slojevima hidrata amonijaka i vodenih kristala na površini Harona sugerirali su prisutnost aktivnih kriogeizera i kriovulkana.
Na njegovom sjevernom polu ističe se tamna mrlja pod nazivom Mordor Macula (hr. pjega Mordor). Ime je dobila po Mordoru iz Gospodara prstenova jer podsjeća oblikom na njega. Nije poznato od čega se točno sastoji Mordor Macula. Moguće je da je od metana koji putuje iz Plutona i zatim slijeće na Haron. To mogu biti smrznuti plinovi zarobljeni iz atmosferi koja pobjegne s Plutona, veliki udarni bazen ili oboje. Mogu to također biti i tolini, bitni sastojci života, koji bi također pobjegli s Plutona i prenijeli se na Haron. Zapravo, Mordor Macula bi mogla biti spoj svih triju pretpostavki.
Na Haronu se također nalaze brojne brazde dublje od Marijanske brazde. 
Unutar jednoga kratera nalazi se planina Kubrick Mons, i najveća je planina te vrste na Haronu. 
Haron obiluje kraterima i kanjonima, od kojih je najveći kanjon Serenity. Kanjon Serenity se pruža na 1600 km dužine i dijeli satelit na dvije polutke, te je jedan od najvećih kanjona u Sunčevom sustavu.

## Promatranje i istraživanje
Od prvih zamagljenih slika mjeseca (1), slike koje prikazuju Pluton i Harona razlučile su ih u zasebne diskove, prvi je put svemirski teleskop Hubble snimio 1990-ih (2). Teleskop je bio odgovoran za najbolje, a opet niskokvalitetne slike mjeseca. Godine 1994., najjasnija slika sustava Pluton-Haron pokazala je dva različita i dobro definirana kruga (3). Slika je snimljena Hubbleovom Kamerom slabih objekta (FOC) kada je sustav bio 4,4 milijarde kilometara (2,6 milijardi milja) udaljen od Zemlje. Kasnije, razvoj prilagodljive optike omogućio je razlučivanje Plutona i Harona u zasebne diskove pomoću zemaljskih teleskopa.
U lipnju 2015., svemirska letjelica New Horizons snimila je uzastopne slike sustava Pluton-Haron dok se približavala. Slike su sastavljene u animaciji. To je bila najbolja Haronova slika do tog datuma (4). U srpnju 2015., svemirska letjelica New Horizons približila se Plutonovom sustavu. To je do sada jedina svemirska letjelica koja je posjetila i proučila Haron. Haronov otkrivač James Christy i djeca Clydea Tombaugha bili su gosti u Laboratoriju primijenjene fizike Johnsa Hopkinsa tijekom najbližeg prilaza Haronu. 
- (1) Otkriće;
1978
- (2) HST – prije korekcije;
1990
- (3) HST – nakon korekcije;
1994
- (4) Prvi animirani prikaz sustava u boji;
2015

## Klasifikacija
Centar mase (težište) sustava nalazi Pluton-Haron izvan bilo tijela. Budući da niti jedan predmet uistinu ne orbitira s drugim, a Haron ima 12,2% mase Plutona, tvrdi se da bi se Harona trebalo smatrati dijelom binarnog sustava s Plutonom. Međunarodna astronomska unija (IAU) navodi da Haron se smatra samo satelit Plutona, ali ideja da Haron može biti klasificirana patuljasti planet u svojem vlastitom pravu može se smatrati na neki kasniji datum. 
U nacrtu prijedloga za redefiniranje pojma iz 2006. godine, IAU je predložio da se planet definira kao tijelo koje orbitira oko Sunca koje je dovoljno veliko da gravitacijske sile naprave objekt (gotovo) sfernim. Prema ovom prijedlogu, Haron bi bio klasificiran kao planeta jer je nacrt izričito definirao planetarni satelit kao onaj u kojem se baricentar nalazi u glavnom tijelu. U konačnoj definiciji Pluton je klasificiran kao patuljasti planet, ali formalna definicija planetarnog satelita nije odlučena. Haron nije na popisu patuljastih planeta koje trenutno priznaje IAU.  Da je nacrt prijedloga prihvaćen, čak bi i Mjesec bio klasificiran kao planet u milijardama godina kad bi ubrzanje plime i oseke koje se postupno udaljava od Zemlje odvodi ga dovoljno daleko da središte mase sustava više ne leži unutar Zemlje. 
Ostali prirodni sateliti Plutona - Nikta, Hidra, Kerber i Stiks - imaju isti baricentar, ali nisu dovoljno veliki da bi bili sferični i jednostavno se smatraju satelitima Plutona (ili Plutona-Harona). 

## Galerija
- Haron, mjesec Plutona, fotografija New Horizonsa
(12. srpanj 2015.).
- Haron, mjesec Plutona, fotografija New Horizonsa
(11. srpanj 2015.).
- Haron, mjesec Plutona, fotografija New Horizonsa
(s oznakama; 11. srpanj 2015.).

- Haron i Pluton, fotografija New Horizonsa
(stvarna boja; 11. srpanj 2015.).
- Pluton i Haron, fotografija New Horizonsa
(nestvarna boja; 13. srpanj 2015.).
- Noćna strana Harona, fotografija New Horizonsa
(July 17, 2015).
- Haron – Animacija preleta Harona (00:20)
(1. listopad 2015).

## Vanjske poveznice
- Profil Harona na NASA-inoj stranici istraživanja Sunčevog sustava
- James W. Christy i Robert S. Harrington, "Plutonov satelit," The Astronomical Journal 83 (1978.) 1005
- Marc W. Buie, Haronove mijene kako se vide s Plutona, Zvjezdarnica Lowell
- Buie, Površina Harona i Plutona
- Hubble otkriva novu kartu Plutona, BBC News, 12. rujna 2005.
- Letak IAU-a br. 3241 opisuje otkriće
- Mjerenje veličine malenog, smrznutog svijeta (Priopćenje ESO-a, siječanj 2006.)
- M. J. Person i dr.: Polumjer Harona i njegova gustoća prema podacima iz okultacije 11. srpnja 2005. (dostavljeno Astronomical Journalu 3. veljače 2006.)
- Kriovulkani na Haronu i drugim tijelima Kuiperovog pojasa
- Kamera New Horizonsa uočava Plutonov najveći mjesec, 10. srpanj 2013.